# Jaber Al-Owaisi
Jaber Mohammed Sagheer Al-Owaisi (Barka', 4 novembre 1989) è un calciatore omanita, difensore dell'Al-Shabab.

## Carriera

### Nazionale
Ha esordito in Nazionale nel 2009.